# Jean-Luc Bennahmias
Jean-Luc Paul Bennahmias (født 2. december 1954 i 12. arrondissement i Paris) er en fransk journalist og centrum-venstre politiker. Han har været medlem af EU-parlamentet, og han forsøgte forgæves at blive præsidentkandidat i 2017.

## Medlem af regionsråd og EU-parlamentet
Jean-Luc Bennahmias var medlem af regionsrådet for Île-de-France i 1992–1996 og af regionsrådet for Provence-Alpes-Côte d'Azur i 2004–2009.
Bennahmias var medlem af Europa-Parlamentet i 2004 – 2014.

## Præsidentvalget i 2017
Socialistpartiet og en række mindre partier udskrev et fælles primærvalg (la Belle Alliance populaire) forud for præsidentvalget i 2017.
Første runde af valget fandt sted den 22. januar 2017. Jean-Luc Bennahmias opstillede, men han opnåede kun 1,03 % af stemmerne. Dermed gled han ud af primærvalget, og det blev socialisterne Benoît Hamon og Manuel Valls, der kom til at gå videre til anden valgrunde den 29. januar 2017.

## Politiske partier
Jean-Luc Bennahmias har været medlem af flere politiske partier. 
Han var således medlem af De Grønne i 1984–2007 og af Den demokratiske bevægelse i 2007–2014. I 1997–2001 var Bennahmias landssekretær for De Grønne, og i 2004–2007 var han formand for den grønne gruppe i regionsrådet for Provence-Alpes-Côte d'Azur. 